# Bantuové

Tmavě žlutá je území, kde žijí kmeny Bantu

Bantuové jsou početná etno-lingvistická skupina populací mluvících bantuskými jazyky; žijících od rovníkové Afriky až po jih Afriky.

## Historie
Původní černošské kmeny hovořící bantuskými jazyky po populační explozi ve staletích před n. l. začaly svou cestu z oblasti rovníkových pralesů na jih a východ za novými oblastmi vhodnými k usídlení. Tehdy používali jazyky skupin sotho a tswana. Jsou uchovány památky z období 3 – 5. století našeho letopočtu na jejich nabytou schopnost v oblasti řemesel, znali hrnčířství, těžbu a zpracování kovů. Zhruba kolem roku 1000 měly jejich osady ve vnitrozemí kamenné domy a tisíce obyvatel.
Protože tyto kmeny neovládaly písmo, získání informací o jejich historii a životě je velice obtížné.
Část kmenů se podél východního pobřeží Indického oceánu dostala více na jih. V Jihoafrické republice jsou dnešními jejich potomky Zuluové a Xhosové. Bantuové tvoří významnou část obyvatelstva jak v JAR, tak i v Rovníkové Guineji, Kamerunu, Demokratické republice Kongo, Mosambiku či Tanzanii.

## Dnešní území
Většina bantuských kmenů po své cestě z centra Afriky zůstala ve východní části jižní Afriky, kde je dostatek vláhy. Ze severu jejich území ohraničovala řeka Limpopo, ze západu poušť Kalahari.

## Stavba obydlí
Staví si kruhové domy s kulatou, případně kuželovitou střechou. Používají hlínu, proutí, traviny, dřevo. Domy jsou seřazeny do kruhu a celá osada je obehnána hradbou. Uvnitř osady je ohrada pro dobytek, kde se odehrávají i náboženské obřady, vedené šamany.

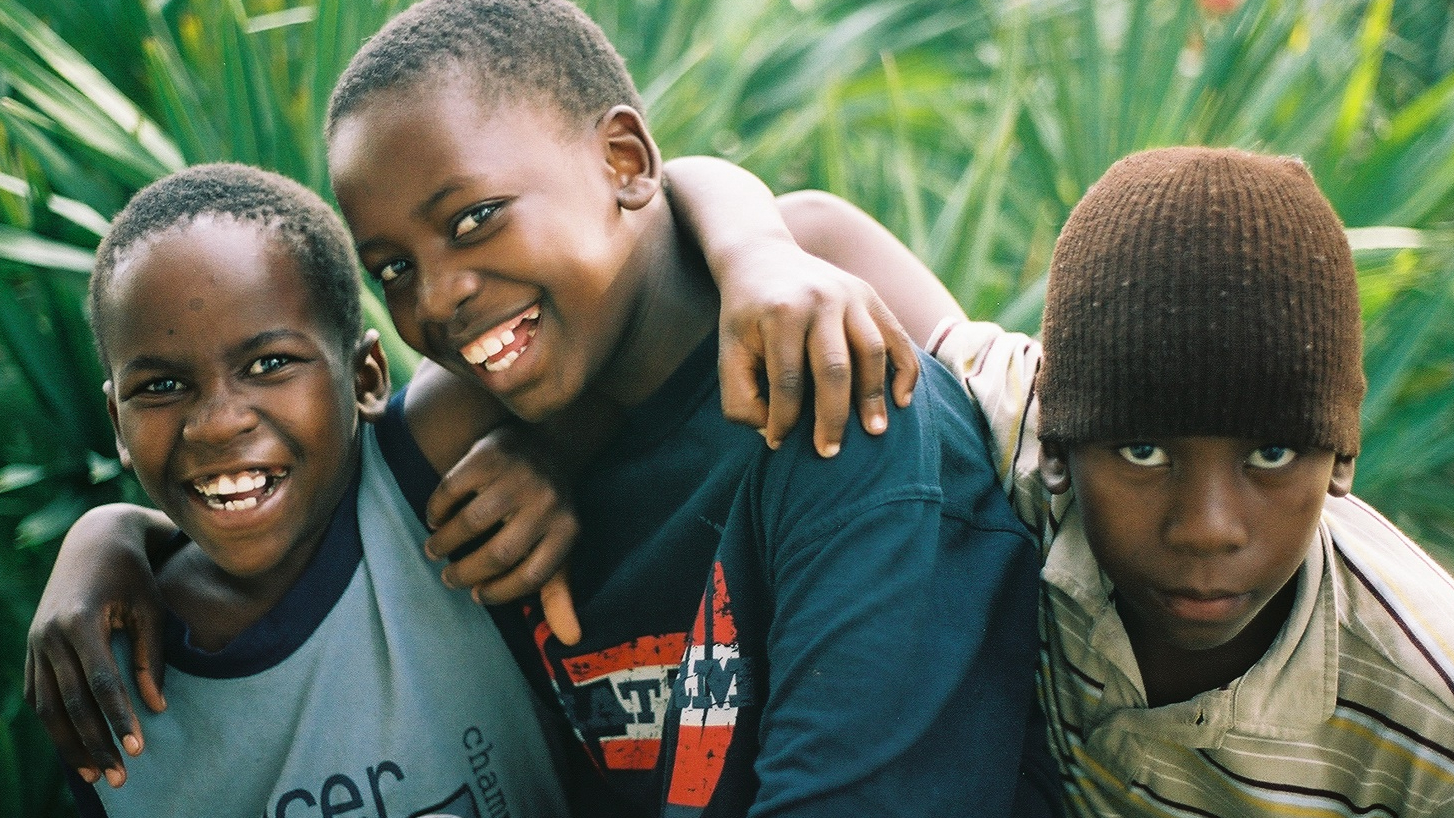
Děti z kmene Bantu na Floridě

## Obživa
Živí se sběrem a lovem, chovem dobytka, ovcí a koz. Z plodin pěstují sorgo (čirok), ze kterého umí vařit pivo, dále proso, hrách, dýně a melouny.

## Řízení kmenů
Růst obyvatelstva a vznik mnoha vesnic vedly k složité vnitřní struktuře. Rodinné klany měly své starší představitele a náčelníky a také svá shromáždění. Mnohé klany se spojily do kmenů.

## Náboženství
V současné době se většina Bantuů hlásí ke křesťanství nebo islámu. V subsaharské Africe je mezi Bantuy běžná vícečetná náboženská identita, kdy kombinují křesťanství nebo islám s původními bantuskými náboženstvími. Přestože existují stovky bantuských etnických skupin žijících na obrovském území střední a jižní Afriky, lze vysledovat některé společné znaky jejich původních náboženství. Bantuská náboženství se vyznačují vírou v nejvyššího Boha, který je však často charakterizován nejasně. Jména pro nejvyššího Boha jsou napříč etniky různá, většinou souvisí se slovem obloha nebo s jeho kořenem. Nejvyšší Bůh žije na nebesích, může se ovšem vyskytovat i na nejvyšších horách. V bantuských mýtech se opakuje motiv sdělující, že původně si nebe a země byly blíže, avšak kvůli neposlušnosti lidí se nebe a s ním i Bůh vzdálili.
Se smrtí jsou mezi Bantuy spojeni chameleon a ještěrka. Podle ústně tradovaného příběhu nejvyšší Bůh vyslal chameleona, aby lidem zvěstoval jejich nesmrtelnost, ovšem chameleon šel velmi pomalu a předběhla jej ještěrka, která nesla opačné poselství, totiž, že lidé jsou smrtelní a čeká je hořký konec, a protože ještěrka doručila svou zprávu dříve, stalo se, že lidská přirozenost se stala smrtelnou. Chameleon i ještěrka jsou v bantuských kulturách zlými znameními, obě zvířata jsou spojována se smrtí.
V bantuské náboženské tradici hraje významnou úlohu také kult předků: Bantuové věří, že duchové zemřelých předků setrvávají ve světě živých a ten mohou ovlivňovat. Duch má existovat, dokud si jej lidé pamatují, hovoří o něm, obětují mu. Jakmile na něho lidé zapomenou, duch se vytratí do sféry mrtvých. Lidé oslovují duchy prostřednictvím věštců a často žádají o radu, požehnání či přímluvu v božské sféře, přičemž rozhněvaní duchové mohou způsobit lidem neštěstí nebo přivolat nemoc. Říše mrtvých je lokalizována do podzemí.